# Réserve naturelle de Braksøya
La réserve naturelle de Braksøya est une réserve naturelle norvégienne située dans la commune de Hole (comté de Buskerud). Elle couvre une superficie d'environ 4 hectares. La réserve naturelle a été créée le 15 janvier 1988 et est incluse dans la Zone de conservation des oiseaux de Tyrifjorden.
Braksøya est une île située dans le Steinsfjorden, juste à l'est de Garntangen et à environ un kilomètre à l'est du centre-ville de Vik. C'est dans la zone côtière de l'île que l'on trouve des zones géologiquement protégées. L'île est constituée de schistes et de calcaire du Silurien (il y a 440 à 395 millions d'années). Le substrat rocheux de l'île sert de référence pour le rift d'Oslo. L'île possède également une forêt de pins.
Il y a nombre de fossiles sur l'île qu'il est interdit de ramasser.